# 劉開文
劉開文（？—17世紀），山東濟南府鄒平縣人，明末清初政治人物。

## 生平
劉開文是天啟元年（1621年）中舉人，崇禎元年（1628年）成進士，歷任武安、三河、遵化三縣知縣。在三河縣期間整治奸吏，令民心畏服，其後升為戶部主事，外任南瑞道左參議、徽寧池太道副使；振恤池州人民，守衛城池，弘光年間跟隨左夢庚投降清朝。
順治時劉開文調為下荊南道參議，在南瑞道剿寇遇上兵變被殺，追贈太常寺卿，恩蔭其子劉鵬翀為光州知州。雍正五年（1727年）劉開文入祀忠義祠，至嘉慶六年（1801年）再詔補蔭他的七世孫劉啟麟恩騎尉世職，其子劉鳳翔嗣職後，於十二年（1807年）補用為千總。

## 引用
1. 1 2  錢海岳《南明史·卷三十五·列傳第十一》：（弘光）時南直司道：……劉開文，鄒平人。天啟五年進士。南瑞副使，調池太。卹兵民，率池人城守。後從左夢庚降清。子鵬翀，光州知州。為道士。
2. ↑  乾隆《三河縣志·卷八·職官》：劉開文，山東鄒平人，由進士崇禎年任。彰善癉惡，民心畏服，時有囂黨北胥吏為奸，日挾公私短長，公廉得其狀盡置之法。尋調遵化牧，遷戶部主事。
3. ↑  《欽定古今圖書集成·第三百四十三卷·明倫彙編·氏族典》：劉開文 按《鄒平縣志》：開文，崇禎戊辰進士，官至湖廣布政司參議，江西南瑞道兵變，死節。
4. ↑  民國《鄒平縣志·卷十五·人物攷上》：：劉開文，西劉氏也，天啟辛酉舉人，崇禎戊辰進士。官武安、三河、遵化知縣，擢戶曹，出為南瑞道、池太道；順治初調湖廣下荊南道，以剿寇遇難不屈死，贈太常寺卿，蔭其子鵬翀光州知州，未幾鵬翀棄官隱去。雍正五年入祀忠義祠，嘉慶六年，詔補蔭開文七世孫啟麟恩騎尉世職，啟麟子鳳翔嗣職，嘉慶十二年詔以千摠補用。